# Trebacosa
Trebacosa là một chi nhện trong họ Lycosidae.